# Klüngelköpp
Die Klüngelköpp sind eine Kölner Mundart-Band, die sich 2003 gegründet hat. Sie besteht aus den Musikern Frank Reudenbach, Robert Kowalak, Jochen Damm, Mike Siegmund, Stephan Loschelders und „Waldi“ Jörg Bracht.

## Geschichte
Bekannt geworden sind die Klüngelköpp im Jahr 2007 durch ihren Hit Kölsche Nächte. Darauf folgten weitere Sessionshits wie Stääne, In Kölle verliebt und Jedäuf met 4711. Seit ihrem Hit Stääne zählen die Klüngelköpp neben den Bläck Fööss, Höhnern, Brings, De Räuber und den Paveiern zu den bekanntesten Bands des Kölner Karnevals. 
In der Session 2013/14 landeten die Klüngelköpp mit Jedäuf met 4711 einen Sessionshit, der sowohl bei Radio Köln Top Jeck, als auch beim Kölner Express als Sessionshit gewann. 2014 und 2015 wurde die Gruppe mit dem „Närrischen Oscar“ des Kölner Express ausgezeichnet, einen Publikumspreis für die beste Kölner Band.
Die Band wird seit dem Jahre 2024 offiziell von den KG Bierbankbrüder unterstützt. 

## Diskografie
- 2004: Laach doch ens et weed Widder wedde, Altbier, Ejal Ejal
- 2006: Du kannst mich mal, Engel, Ratz Fatz
- 2007: Kölsche Nächte, Der Clown, Schicki Micki
- 2008: Massel, Su jung, Stääne
- 2009: Kölsche Fiesta, Musik Musik Musik, Hoch soll se leben
- 2010: Stääne, Brav, Ich mach mich weg, Die Griechen
- 2011: In Kölle verliebt LP
- 2012: Wer einmol Kölle sing Heimat nennt, Heidi
- 2013: Jedäuf met 4711, Loss mer Singe
- 2014: Us Kölschem Holz
- 2015: 0221 weed he jewählt
- 2016: Wo die Stääne sin
- 2017: Bella Ciao, Augebleck
- 2018: 1000 Nächte
- 2019: Immer widder dun, Dat Hätz vun Kölle, He will ich sin
- 2020: Mir sin Kölsche
- 2022: Stroßejunge
- 2023: Niemols ohne Alaaf
- 2024: Loreley